# Aliciella
Aliciella là một chi thực vật có hoa trong họ Polemoniaceae.

## Loài
Chi Aliciella gồm các loài: